# Fridtjof-Nansen-Park

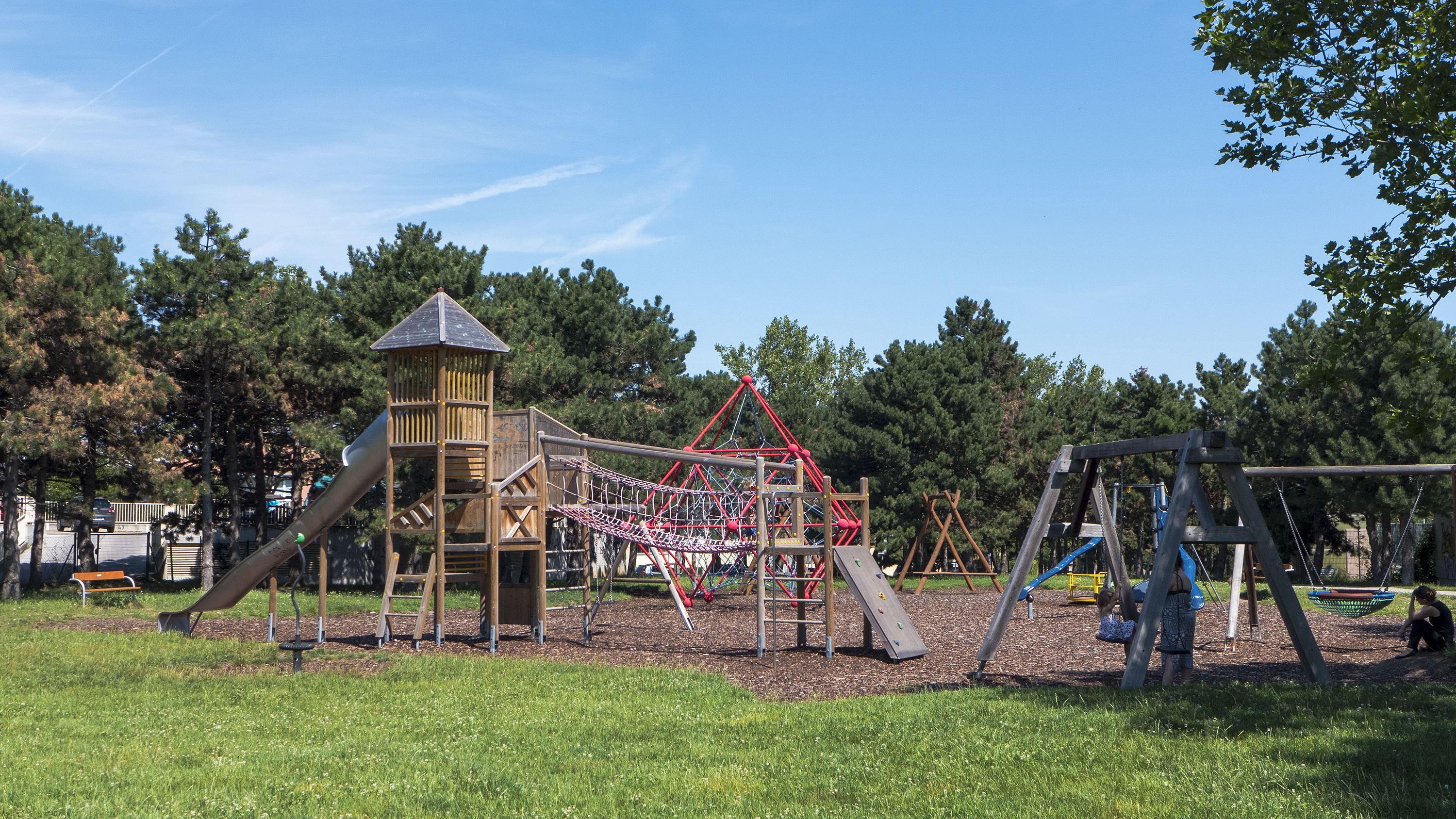
Fridtjof-Nansen-Park (2016)

Der Fridtjof-Nansen-Park, lokal auch bekannt unter dem Namen Rodelberg, ist ein Wiener Park im 23. Bezirk, Liesing.

## Beschreibung

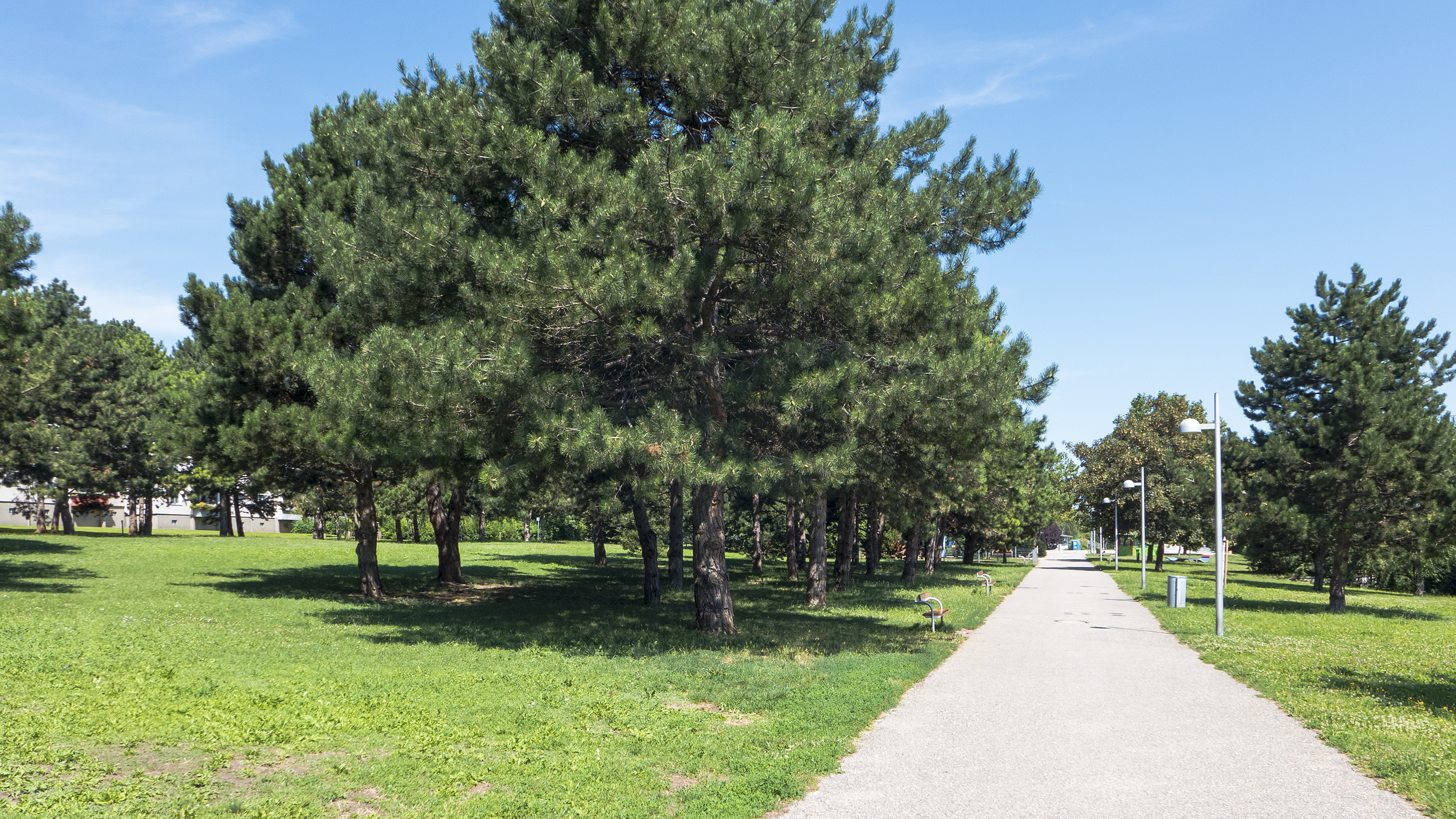
Fridtjof-Nansen-Park (2016)

Der Park ist ca. 56.550 m² groß und liegt in Liesing zwischen der Rudolf-Zeller-Gasse, Amstergasse, Mehlführergasse und Lodrongasse. Der große Park bietet neben seinen weitläufigen Wiesenflächen, Spazierwegen und Bäumen eine üppige Ausstattung in Form von Kinderspielplätzen samt Klettertürmen, umzäunte Kleinkinderbereiche, Sandspielplatz, Fußballplatz, Basketballplatz, Beachvolleyballplatz, öffentliche Fitnessgeräte FreeGym, Skatepark, Tischtennistisch, Trinkbrunnen und Hundezonen, sowie eine saisonale Betreuung durch die Kinderfreunde Wien. Im Winter wird der Park aufgrund seiner Hügel als Rodelhügel verwendet. Der Park dient als Kulisse für Filmaufnahmen und kann über die Vienna Film Commission gebucht werden. Der Park wird von der Magistratsabteilung 42 der Stadt Wien (Wiener Gärten) verwaltet.

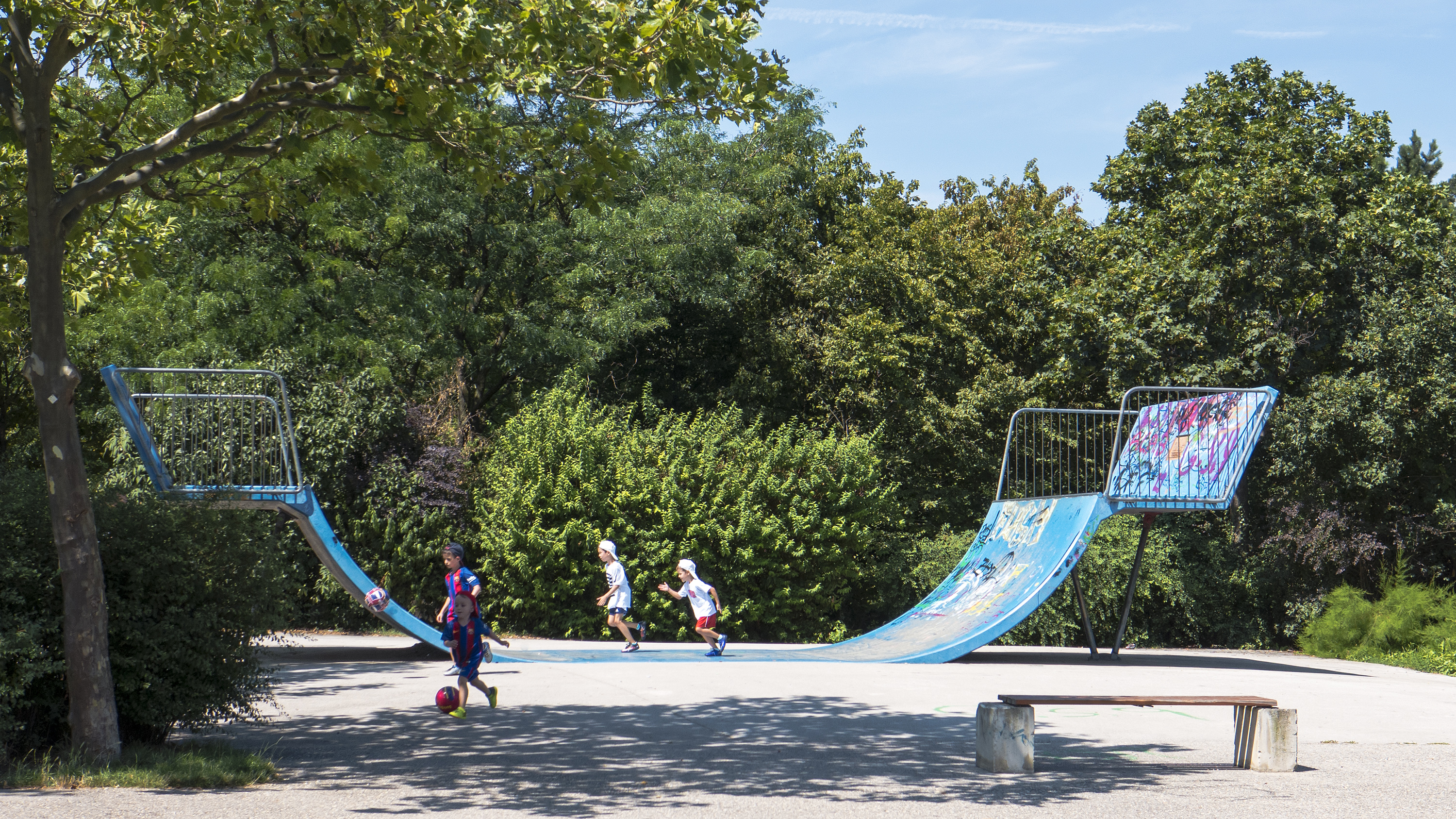
Skatepark im Fridtjof-Nansen-Park (2016)

## Geschichte
Der Fridtjof-Nansen-Park befindet sich auf der Fläche eines ehemaligen Steinbruchs, in dem bis 1956 Atzgersdorfer Sandstein abgebaut wurde. Im Anschluss diente das Gebiet als Mülldeponie. Im Zuge der immer dichteren Besiedelung der Umgebung wurde diese 1963 aufgelassen und der Park angelegt. In den Jahren 1998 bis 2000 wurden Anlagen zur Erfassung von Sickerwasser und für eine aktive Gasfassung errichtet, um das Grundwasser und die angrenzenden Wohnbauten zu schützen. Der Park wurde nach dem norwegischen Zoologen, Polarforscher, Diplomaten und Friedensnobelpreisträger Fridtjof Wedel-Jarlsberg Nansen (* 1861; † 1930) benannt.

## Sehenswürdigkeiten

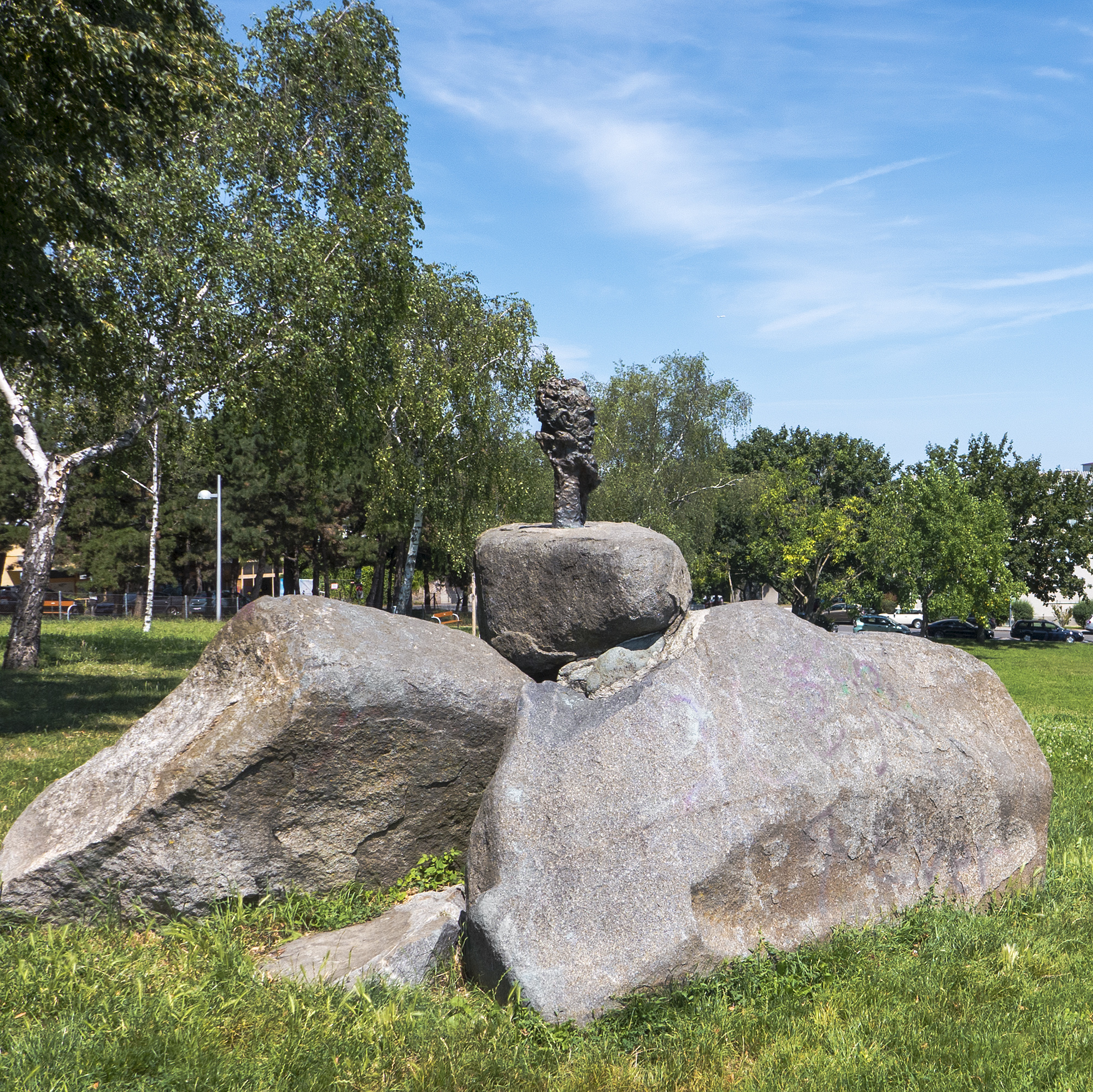
Fridtjof Nansen-Denkmal auf Steinformation (2016)

Im Park wurde zu Ehren des Namenspatrons, Fridtjof Nansen, ein Denkmal errichtet. 

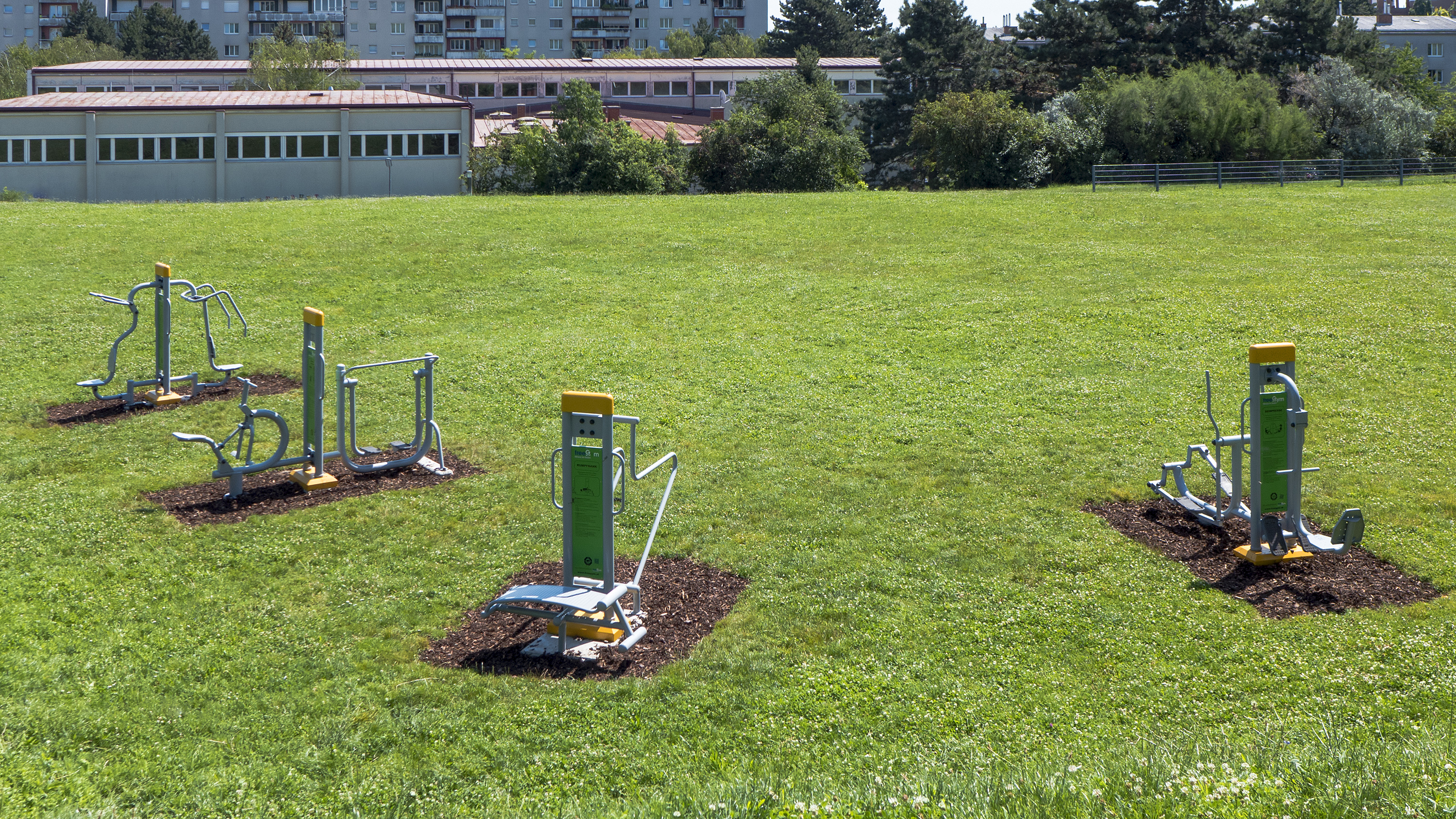
FreeGym im Fridtjof-Nansen-Park (2016)